# Okęcie Lotnisko
Okęcie Lotnisko, Okęcie-Lot, Okęcie, Okęcie I lub Osiedle Hynka-Komitetu Obrony Robotników – osiedle mieszkaniowe w dzielnicy Włochy w Warszawie.

## Położenie i charakterystyka
Osiedle znajduje się w stołecznej dzielnicy Włochy, na obszarze Miejskiego Systemu Informacji Okęcie. Jest usytuowane między ulicami Franciszka Hynka, Żwirki i Wigury i Komitetu Obrony Robotników, a także terenami ogródków działkowych. Jego powierzchnia wynosi 12,3 hektara. Osiedle według pierwotnych planów miało służyć pracownikom związanym z przemysłem lotniczym.
Wybudowane zostało w dwóch etapach. Pierwszy został zrealizowany w latach 1952–1956 (według innego źródła: 1950–1955) zgodnie z projektem Zdzisława Forkasiewicza. Powstało wtedy 271 lokali mieszkalnych (794 izby) a łączna kubatura wyniosła 79 854 m³. Drugi wybudowano w latach 1958–1961, a jego głównymi architektami byli Jerzy Baumiller i Jan Zdanowicz. Łącznie powstało 1760 mieszkań przewidzianych dla około 6 tys. osób. Budynki mają po 4 kondygnacje, wybudowano je w technologii wielkoblokowej „Ż” z elewacjami z cegły silikatowej. Ich niewielka wysokość związana jest bliskością lotniska. Elementami wyróżniającymi osiedle są kolorowe balkony i zejścia do ogródków na parterze.
Zabudowę mieszkaniową uzupełniły przedszkole, szkoła podstawowa (od 1991 roku mieści się tu Społeczna Szkoła Podstawowa nr 30) i lokale usługowo-handlowe.
Osiedle otaczają i przecinają ulice, których patronami są Polacy związani z lotnictwem: Franciszek Żwirko, Stanisław Wigura, Franciszek Hynek, Stefan Drzewiecki, Czesław Tański i Kazimierz Zarankiewicz. Ponadto na osiedlu znajdują się ulice: Astronautów i Szybowcowa.
Zespół mieszkaniowy początkowo stanowił własność miejską, w 1970 roku włączony został do zasobów Warszawskiej Spółdzielni Mieszkaniowej „Ochota”.
Budynek przy ul. Drzewieckiego 2 znajdujący się na terenie osiedla od 2012 roku wpisany jest do gminnej ewidencji zabytków m.st. Warszawy jako Dom Podoficerski Funduszu Kwaterunku Wojskowego (ID: WLO19537).
Od 1952 roku między ulicami Łopuszańską, Flisa i Krakowiaków budowano osiedle o nazwie Okęcie II projektu Gustawa Kozika, które powstało w bardzo ograniczonym w stosunku do planów zakresie.